# スルジャン・スピリドノヴィッチ
スルジャン・スピリドノヴィッチ（セルビア語: Срђан Спиридоновић、ドイツ語: Srđan Spiridonović、1993年10月13日 - ）は、オーストリアのサッカー選手。ポジションはフォワード。

## 経歴

### レッドスター・ベオグラード
2020年6月23日、レッドスター・ベオグラードと3年契約を結んだ。